# Fondation de Calgary
 (août 2023).
Si vous disposez d'ouvrages ou d'articles de référence ou si vous connaissez des sites web de qualité traitant du thème abordé ici, merci de compléter l'article en donnant les références utiles à sa vérifiabilité et en les liant à la section « Notes et références ».
Avant la colonisation de la région de Calgary par les Européens, la région faisait partie du domaine du peuple des Pieds-Noirs, dont la présence remonte à au moins 11 000 ans. En 1787, le cartographe David Thompson hiverne avec une bande de Peigans qui campent le long de la rivière Bow. Il est le premier Européen à visiter l'endroit. En 1873, John Glenn est le premier Européen à s'installer dans la région.
L'endroit devient un poste de la Police montée du Nord-Ouest (aujourd'hui la GRC). Le détachement de la police montée avait pour tâche de protéger les plaines de l'ouest des marchands de whisky en provenance des États-Unis. D'abord appelée Fort Brisebois, d'après l'officier Éphrem-A. Brisebois de la police montée, la ville est renommée Fort Calgary en 1876 à cause de comportements douteux de Brisebois. C'est le colonel James Macleod qui donne à la ville le nom d'une plage sur l'île de Mull en Écosse (Cala-ghearraidh). Lorsque le Chemin de fer Canadien Pacifique s'étend jusqu'à la région et qu'une station de train est construite, Calgary commence à devenir un important centre commercial et agricole. Aujourd'hui, le siège social du Canadien Pacifique se trouve à Calgary.
Calgary acquiert officiellement le statut de municipalité en 1884 et élit son premier maire, George Murdoch. En 1894, Calgary devient la première ville de ce qui était alors les Territoires du Nord-Ouest.